# Stones Throw Records
Stones Throw Records é uma gravadora independente norte-americana com sede em Los Angeles, Califórnia. Sob a direção do fundador e DJ de renome mundial Peanut Butter Wolf, Stones Throw tem constantemente lançado aclamado pela crítica,, álbuns de centro-esquerda desde a sua criação em 1996. Stones Throw é considerado um dos principais nomes em círculos de hip-hop subterrâneos com um fã culto em todo o mundo.[carece de fontes?]

## History
Stones Throw Records foi fundada em 1996 pelo DJ e produtor musical de San Jose (Califórnia), Peanut Butter Wolf como um meio de lançar seu agora-clássico álbum de estréia, como saudoso Charizma. Desde então, Stones Throw tem crescido em uma multigeracional, potência internacional na cena musical underground. Em relação à música na gravadora, Manak tinha dito “Eu coloquei o que eu pessoalmente gosto e guardar o resto para os outras gravadoras lá fora”.
Um importante marco para a empresa veio com o lançamento do álbum de estréia Madvillain (uma colaboração entre o produtor Madlib w MF DOOM) Madvillainy em 2004. O álbum foi recebido com aclamação universal.
Mais recentemente, em Janeiro de 2013, Stones Throw relançou o álbum de J Dilla, Donuts. Notavelmente, Pitchfork Media deu a reedição do álbum uma pontuação perfeita de 10/10, dizendo "É um largamente elogiado e favorito por muitas pessoas, e ainda há algo sobre Donuts que se sente intensamente semelhante a uma declaração pessoal".
A todo o tempo maior vendedor na gravadora é o cantor Aloe Blacc.